# Brauerei Wippra

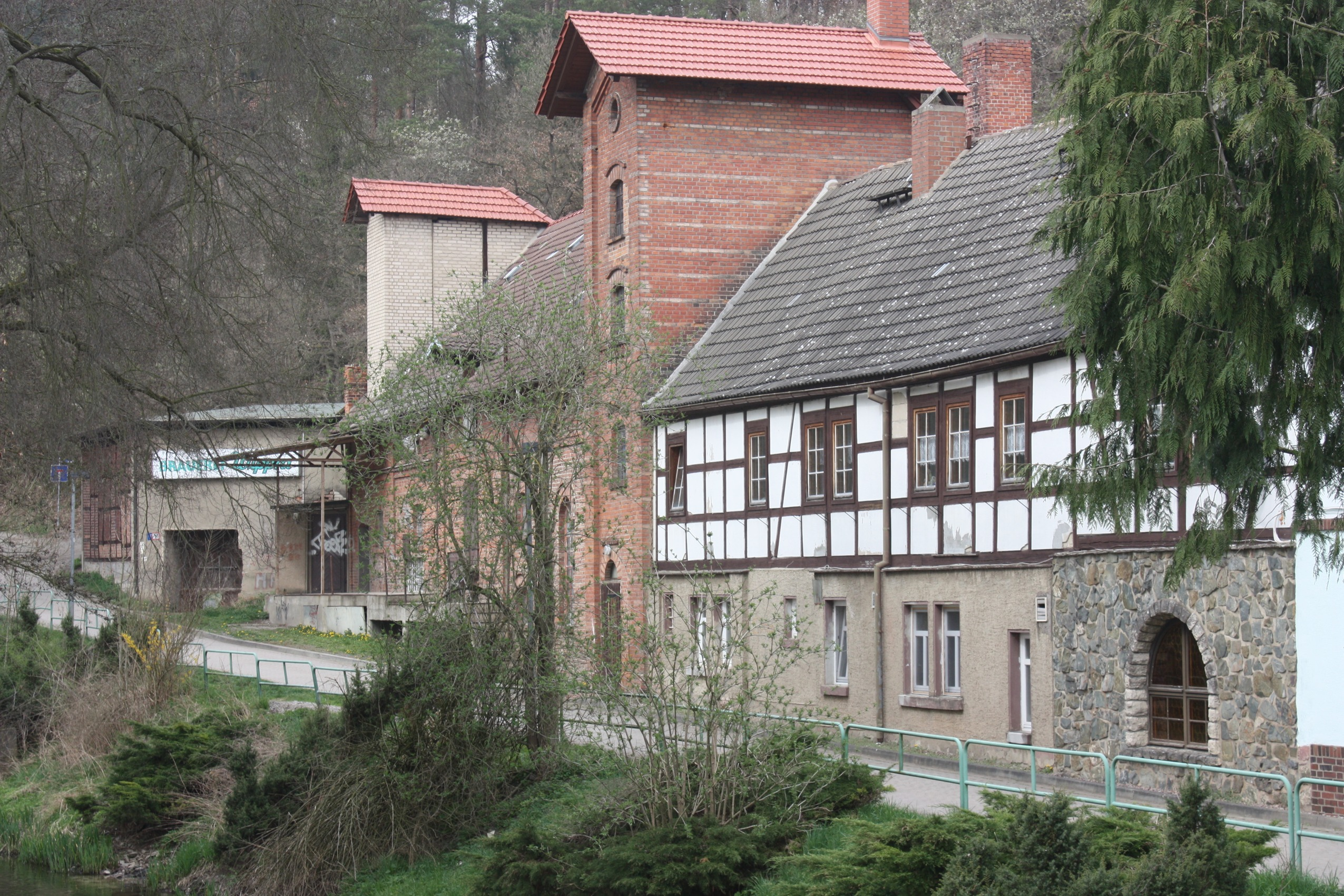
Brauerei Wippra

Die Brauerei Wippra ist eine Bierbrauerei im Ort Wippra in einem denkmalgeschützten Gebäude.

## Geschichte
Am heutigen Standort der Brauerei wird seit 1480 Bier gebraut. Balken von der ersten Pfarrkirche Wippras sollen beim Bau der Brauerei verwendet worden sein, berichtet Cyriacus Spangenberg in seiner Mansfeldische Chronica. In einer Aufzeichnung von 1552 heißt es, dass im Amt Rammelburg nur Bier aus dem Brauhof Wippra ausgeschenkt werden durfte. Die Brauerei befand sich bis Mitte des 19. Jahrhunderts im Besitz des Amtes und ging dann erst in Privatbesitz über. 1919 firmierte die Brauerei als Brauerei König, bis sie 1970 zu einem Volkseigenen Betrieb wurde und der Mammut-Brauerei angegliedert wurde. Das Ende der VEB war das vorläufige Aus für die Brauerei in Wippra. Erst seit 2002 stellt die Brauerei wieder Bier her.

## Gebäude
Das Erdgeschoss des ursprünglichen Brauereigebäudes wurde aus Feldsteinen gemauert, während das Obergeschoss als Fachwerk errichtet wurde. Die Brauerei wurde im Laufe der Zeit immer mehr erweitert.